# د. ك. سوريش
د. ك. سوريش (بالهندية: डी॰के॰ सुरेश)‏ (بالإنجليزية: D. K. Suresh)‏ هو سياسي هندي، ولد في 8 أبريل 1966. حزبياً، نشط في المؤتمر الوطني الهندي. وقد انتخب عضو لوك سابها السادسة عشر ‏ عن دائرة Bangalore Rural Lok Sabha constituency ‏ وقد انضم خلال فترته النيابية ‏ للكتلة البرلمانية المؤتمر الوطني الهندي.